# Schwerzenbach
Schwerzenbach je obec v kantonu Curych ve Švýcarsku. Žije zde přibližně 5 100 obyvatel.

## Geografie
Obec leží severně od jezera Greifensee, asi 9 kilometrů severovýchodně od města Curych na okraji Curyšské vysočiny. Říčka Chimlibach protéká obcí Schwerzenbach a vlévá se do řeky Glatt.
Sousedními obcemi jsou Dübendorf, Volketswil, Greifensee a Fällanden.

## Historie

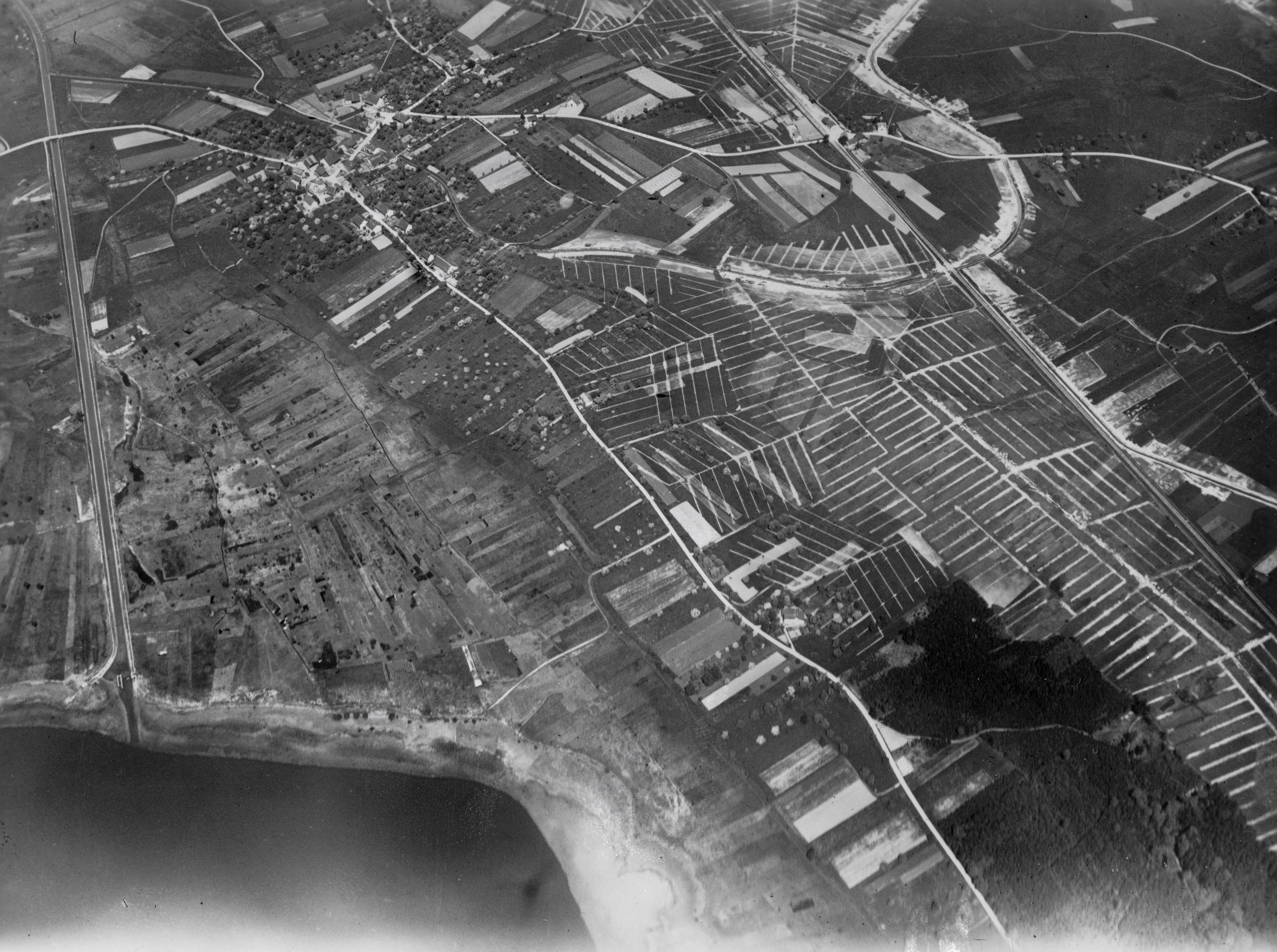
Letecký pohled (1920)

První zmínka o obci pochází z roku 1064 pod názvem Swerzenbach. Ve středověku patřil Schwerzenbach k panství Greifensee, které náleželo hrabatům z Rapperswilu a později přešlo na pány z Landenbergu a hrabata z Toggenburgu. V roce 1402 převzal celý panství Greifensee a s ním i Schwerzenbach městský stát Curych. Od pádu starého Curychu během revoluce v roce 1798 je Schwerzenbach samostatnou obcí v kantonu Curych. Nejprve patřila k okresu Uster, od roku 1815 k okrsku Greifensee a od roku 1831 je součástí okresu Uster.
Legenda o svatém Einhardovi vypráví o místním světci ze Schwerzenbachu, který má být pohřben u starého kostela. V roce 1444, během války starého Curychu, kostel zničil švýcarský lid ze Schwyzu. Právo jmenovat faráře, tzv. kolatura kostela Schwerzenbach, náleželo až do roku 1834 klášteru Einsiedeln, ačkoli obec již v roce 1524 přešla k reformované víře. V roce 1812 byl kostel zbořen a v roce 1813 byl vysvěcen dnešní kostel.
Až do 17. století žila většina obyvatel Schwerzenbachu výhradně z produktů zemědělství, od 18. století navíc z domácího předení a tkaní. Navzdory otevření železniční stanice v roce 1856 zde nedošlo k rozvoji průmyslu. Usadila se zde pouze jedna továrna na výrobu hedvábí. Schwerzenbach byl proto až do poloviny 20. století zemědělskou vesnicí.

## Obyvatelstvo
| Rok            | 1836 | 1850 | 1900 | 1950 | 1970 | 1980 | 1990 | 2000 | 2005 | 2010 | 2015 | 2020 |
| Počet obyvatel | 221  | 218  | 201  | 389  | 2665 | 2797 | 3634 | 4233 | 4158 | 4431 | 5020 | 5183 |

Podíl cizinců (obyvatel s trvalým pobytem bez švýcarského občanství) činil v roce 2024 28,5 % (1496 osob).

### Náboženství
Schwerzenbach se nachází v převážně reformovaném kantonu Curych (24,5 % oproti 22,9 % římskokatolického obyvatelstva), přímo v obci je však poměr církví obrácený. V roce 2022 se k evangelické reformované církvi hlásilo 23,6 % obyvatel, k římskokatolické 24,3 % a 52,1 % obyvatel mělo jinou nebo žádnou konfesní příslušnost.

## Doprava

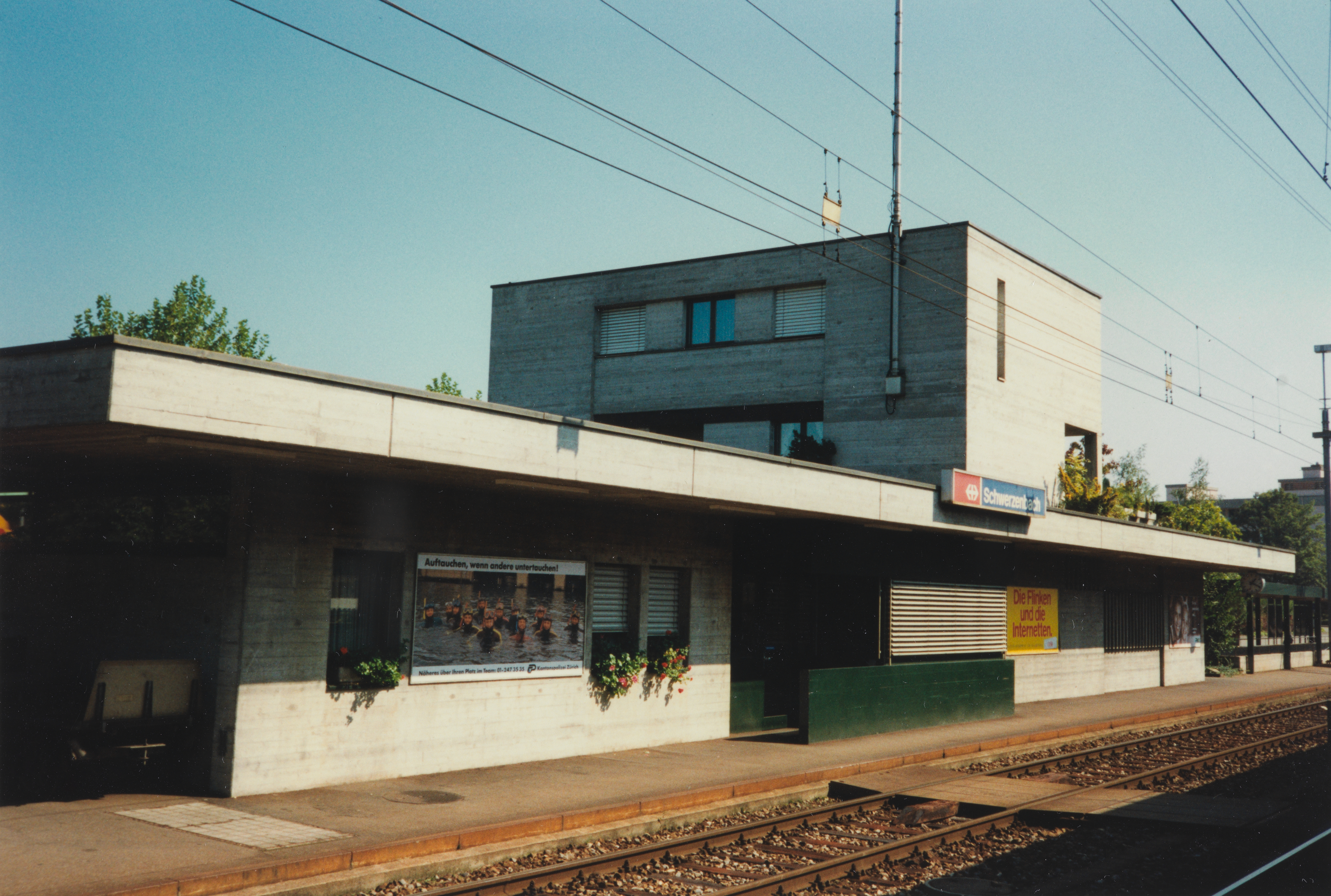
Železniční stanice

V roce 1856 byla otevřena železniční trať Wallisellen–Uster tehdejší Glatthalské železniční společnosti. Nádraží ve Schwerzenbachu je jedním z nejstarších nádraží ve Švýcarsku. Stanici Schwerzenbach obsluhují dvě linky curyšského S-Bahnu (S9 a S14), doplňkové spoje veřejné dopravy zajišťují autobusy.
Okolo obce vede dálnice přes Curyšskou vysočinu (A15), jež na severu umožňuje příjezd do obce sjezdem č. 4.

## Partnerská obec
- Aizpute, Lotyšsko (od roku 1991)[6]